# Eumops auripendulus
Eumops auripendulus är en fladdermusart som först beskrevs av Shaw 1800.  Eumops auripendulus ingår i släktet Eumops och familjen veckläppade fladdermöss. IUCN kategoriserar arten globalt som livskraftig.
Inga underarter finns listade i Catalogue of Life. Wilson & Reeder (2005) skiljer mellan två underarter.
Denna fladdermus förekommer i Central- och Sydamerika från södra Mexiko till norra Argentina. Den lever även på några västindiska öar. Arten vistas främst i låglandet och når ibland 1800 meter över havet. Habitatet utgörs huvudsakligen av skogar. Eumops auripendulus besöker ibland odlade regioner och savanner.
Individer observerades flygande under skymningen. De hänger inte med huvudet nedåt när de vilar utan ligger på klippor.